# Улыбающийся лейтенант
Улыбающийся лейтенант (англ. The Smiling Lieutenant) — американский комедийный мюзикл режиссера Эрнста Любича 1931 года.

## Сюжет
В Вене лейтенант Николаус "Ники" фон Прейн встречается с Франци, руководителем женского оркестра. Вскоре они влюбляются друг в друга. Стоя в строю перед парадом в честь прибывшей королевской семьи Флаузентюрма, Ники пользуется случаем подмигнуть Франци в толпе. К сожалению, этот жест перехвачен Анной, принцессой Флаузентюрмской. Наивная Принцесса обижается, заставляя лейтенанта убедить ее, что он пренебрег ею, потому что она считается очень красивой. Одурманенная, Принцесса требует, чтобы она вышла замуж за лейтенанта, или же она выйдет замуж за американца. Международный инцидент едва удалось предотвратить, заставив их пожениться.
Лейтенант ускользает от своей невесты, чтобы побродить по улицам Флаузентурма в поисках своей подруги. Принцесса узнает об этом и решает противостоять Франци. После первоначальной конфронтации Франци видит, что принцесса на самом деле глубоко влюблена в лейтенанта, и решает спасти брак, сделав принцессе макияж, напевая "Jazz up your lingerie!".